# Rode palmkever
De rode palmkever (Rhynchophorus ferrugineus) is een kever uit de familie snuitkevers (Curculionidae). Het is een relatief grote kever die tot vier centimeter lang wordt en een opvallende roodbruine tot rode kleur heeft met zwarte vlekken op delen van het lichaam. Net als alle snuitkevers draagt de kop een verlengd deel, het rostrum, dat lijkt op een steeltje.
De rode palmkever komt oorspronkelijk voor in Zuidoost-Azië, maar is door de wereldwijde handel in palmbomen over verschillende delen van de wereld verspreid. De rode palmkever staat bekend als een zeer schadelijke soort omdat de larven het hout van palmbomen aantasten. In België en Nederland komt de kever niet voor.
De kever plant zich snel voort, er worden vele eitjes afgezet en de levenscyclus van de larven is relatief kort. De kever kan moeilijk bestreden worden omdat de larven in de stam van de palm gangen uitvreten. De rode palmkever wordt gezien als een van de schadelijkste houtaantastende insecten.

## Naamgeving en taxonomie
De kever werd voor het eerst wetenschappelijk beschreven door Guillaume-Antoine Olivier in 1790. Oorspronkelijk werd de wetenschappelijke naam Curculio ferrugineus gebruikt. De kever is later beschreven door Johann Christian Fabricius als Calandra ferruginea (1801) en door Auguste Chevrolat als Rhynchophorus signaticollis.
De rode palmkever dankt zijn Nederlandse naam aan de lichaamskleur en de voorkeur voor palmbomen om zich te ontwikkelen als larve. Ook in andere talen wordt verwezen naar de lichaamskleur en de voorkeur voor palmbomen, zoals het Engelse red palm weevil en het Franse charançon rouge des palmiers. De Spaanse naam picudo rojo betekent rode stekel.
De wetenschappelijke geslachtsnaam Rhynchophorus betekent snavel (rhyncho) dragend (phorus). De soortnaam ferrugineus betekent 'roestkleurig' en verwijst naar de rode lichaamskleur.
De rode palmkever behoort tot de snuitkevers (Curculionoidea) en de familie Curculionidae. De verschillende soorten binnen deze enorme groep van kevers zijn vaak te herkennen aan een verlengd deel van de kop. De rode palmkever wordt verder tot het geslacht Rhynchophorus gerekend. Het geslacht Rhynchophorus telt in totaal negen soorten, die enigszins op elkaar lijken. Een andere bekende soort is Rhynchophorus cruentatus uit Noord-Amerika. Deze soort heeft een overwegend zwarte kleur met vaak een rode tekening. Sommige soorten zijn echter niet rood van kleur maar geheel zwart, zoals de soort Rhynchophorus palmarum. Van de negen verschillende soorten uit het geslacht is van zes soorten bekend dat ze van palmen leven. De rode palmkever wordt van alle soorten als verreweg het schadelijkst beschouwd.

## Verspreiding en habitat

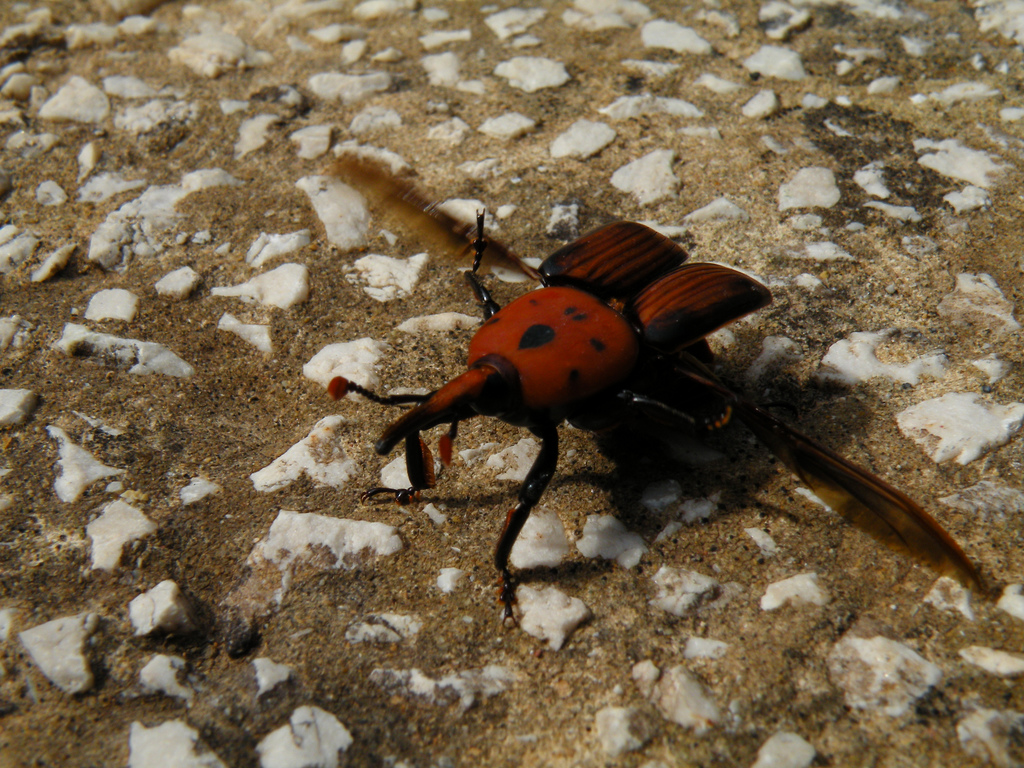
De palmkever is gevleugeld en kan in drie tot vijf dagen een afstand van 7 kilometer afleggen.

De rode palmkever komt van nature voor in delen van zuidelijk Azië en leeft in de landen Bangladesh, Cambodja, China (Guangdong en Taiwan), de Filipijnen, India, Indonesië, Japan, Laos, Maleisië (in Sabah en Sarawak), Myanmar, Pakistan, Singapore, Sri Lanka, Thailand en Vietnam. In Oceanië is de kever geïntroduceerd in Australië, Papoea-Nieuw-Guinea, Samoa en de Salomonseilanden.
In Afrika heeft de kever zich verspreid naar de landen Algerije, Egypte, Libië, Madagaskar en Marokko. In het Midden-Oosten is de palmkever te vinden in Bahrein, Irak, Iran, Israël, Jordanië, Koeweit, Oman, Qatar, Saoedi-Arabië, Syrië en de Verenigde Arabische Emiraten.
In Noord-Amerika komt de kever voor in het zuiden van de Verenigde Staten, onder andere in Californië, en op het eiland Aruba in het Caraïbisch Gebied.
De palmkever komt ten slotte ook voor in delen van Europa maar alleen in warmere delen zoals rond het Middellandse Zeegebied. De kever is te vinden in de landen Cyprus, Frankrijk, Griekenland, Italië, Malta, Portugal, Spanje en Turkije.
De habitat bestaat uit allerlei subtropische en tropische gebieden, de kever wordt zowel landinwaarts als langs de kust gevonden. Aangezien de larven in de stam van de palm leven zijn ze niet gevoelig voor weersomstandigheden.

## Uiterlijke kenmerken
De rode palmkever is een relatief grote soort in vergelijking met de meeste andere snuitkevers die meestal kleiner dan een centimeter blijven. Het is door de lichaamskleuren en het verlengde deel van de kop een opvallende soort.

### Kop

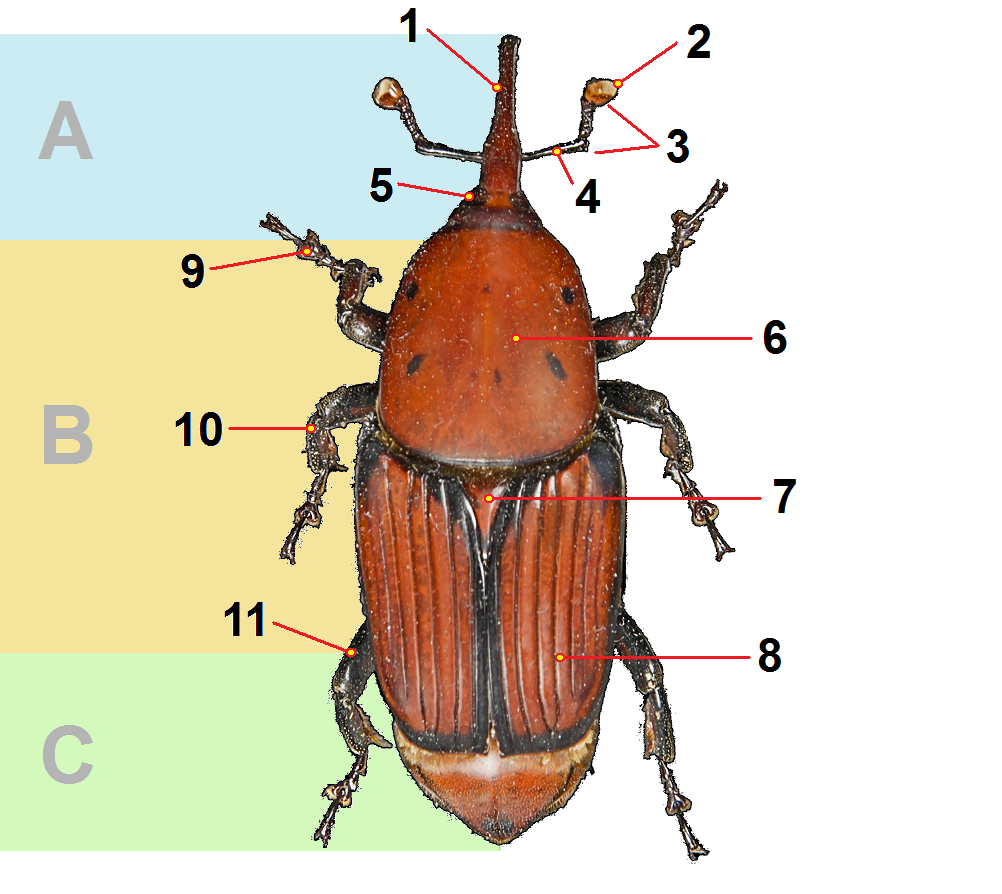
Belangrijkste lichaamskenmerken van de rode palmkever.
----

De kop is rood van kleur en heeft aan beide kanten een diepe en brede groef waarin de antennes kunnen worden opgeborgen. De structuur van de kop is glad of voorzien van zeer fijne putjes. De ogen zijn relatief groot, ze vallen op door hun afstekende zwarte kleur.
De kever draagt zoals alle snuitkevers een verlengd deel van de kop aan de voorzijde, dit deel wordt het rostrum genoemd. Het rostrum is duidelijk zichtbaar, het heeft meestal een rode kleur maar kan ook zwart gekleurd zijn. De monddelen van de kever zijn aan het uiteinde van het rostrum gepositioneerd. De voorzijde van het rostrum en de monddelen zijn donkerder tot bruin van kleur. De kaken of mandibels zijn voorzien van kleine tandachtige uitsteeksels.
De vorm en de lengte van het rostrum is een belangrijk geslachtskenmerk. Bij de mannetjes is het rostrum ongeveer vier vijfde van de lengte van het halsschild, bij de vrouwtjes is de structuur langer. Vrouwtjes hebben daarnaast een dunner, ronder en rechter rostrum. Het duidelijkste verschil is echter de aanwezigheid van een duidelijke fluweelachtige, gele beharing aan de bovenzijde van de voorkant van het rostrum bij de mannetjes. Het rostrum van een vrouwtje is altijd kaal.
Aan de basis van het rostrum zijn aan weerszijden de antennes gelegen. De antennes hebben een duidelijke knik en het eerste deel staat vaak vrijwel haaks op het laatste deel. De antennebasis, dus het eerste lid gezien vanaf de kop, wordt de scapus genoemd. De scapus is langer dan de andere delen van de antenne tezamen en is ongeveer de helft van de rostrumlengte. De rest van de antenne bestaat uit zes kleine, ronde en zwarte segmenten, het geheel wordt het flagellum genoemd. Aan het uiteinde van het flagellum is een sterk vergroot en verdikt uiteinde aanwezig. Deze heeft een rode kleur en de vorm doet denken aan het uiteinde van een golfclub.

### Borststuk en achterlijf
De rode palmkever bereikt een lichaamslengte van 19 tot 42 millimeter, het lichaam is ovaal van vorm en is 8 tot 16 millimeter breed. De lichaamskleur aan de bovenzijde is rood tot zwart en is zeer variabel. De onderzijde en de poten van de kever zijn zwart van kleur.
De kever heeft onder de tot dekschilden verharde voorvleugels aan de bovenzijde ook een paar achtervleugels aan de onderzijde hiervan. De achtervleugels zijn opgevouwen onder de dekschilden en zijn wat betreft oppervlak veel groter. De achtervleugels zijn dun en doorzichtig, met deze vleugels kan de snuitkever grote afstanden afleggen. De dekschilden zijn sterk gegroefd en steken af tegen de verder gladde bovenzijde.
Aan de bovenzijde van de kop is een ringvormige plaat aanwezig, dit is het kopschild of vertex. Net als alle kevers heeft de rode palmkever een halsschild of pronotum, dit is een verharde plaat die net achter de kop is gelegen. In vergelijking met andere snuitkevers is het halsschild groot en gewelfd. Het halsschild is oranje van kleur en draagt zwarte vlekken. Er is veel variatie maar de meeste exemplaren hebben aan de voor- en achterzijde van de halsschild drie paar vlekken in een rij, dus zes in totaal. Ook exemplaren met slechts enkele kleine vlekjes komen echter voor. Het halsschild heeft altijd een gladde structuur.
Het achterlijf is gesegmenteerd en wordt beschermd door chitineuze platen. Deze bestaan uit tergieten of rugplaten aan de bovenzijde en sternieten of buikplaten aan de onderzijde. Het achterlijf bevat alle spijsverterings- en geslachtsorganen en de achterlijfspunt of pygidium draagt de genitaliën.

#### Poten
De rode palmkever heeft zes poten, de poten zijn altijd lichter gekleurd dan de zwarte onderzijde van het lichaam. De poten van kevers bestaan altijd uit de heup of coxa waarmee de poot aan het lichaam is bevestigd, de dij of femur, de scheen of tibia en ten slotte de voet of tarsus. De coxa van de voorste poten zijn duidelijk bolvormig. De coxa van het middelste potenpaar zijn voorzien van een fijne beharing. Het femur van het eerste en tweede potenpaar zijn ongeveer even lang, het femur van de achterste poten zijn duidelijk langer.
Aan het uiteinde van de poten zijn de tarsi aanwezig, dit is de voet van de kever en het enige pootdeel wat meerdere geledingen heeft. De palmkever heeft net als andere snuitkevers een pootconfiguratie die pseudotetramerous (vierdelig lijkend) wordt genoemd. De poot heeft vijf tarsleden maar het vierde deel is sterk verkleind en ligt deels onder het juist sterk gezwollen derde deel waardoor het lijkt alsof de pot maar vier segmenten heeft. Het laatste tarsusdeel is ongeveer even lang als alle andere delen samen. Aan het einde van de poot zijn kleine haakjes aanwezig waarmee de kever zich aan de ondergrond hecht. De poten dragen een kam van fijne haartjes.

Afbeeldingen: Mannetjes en vrouwtjes
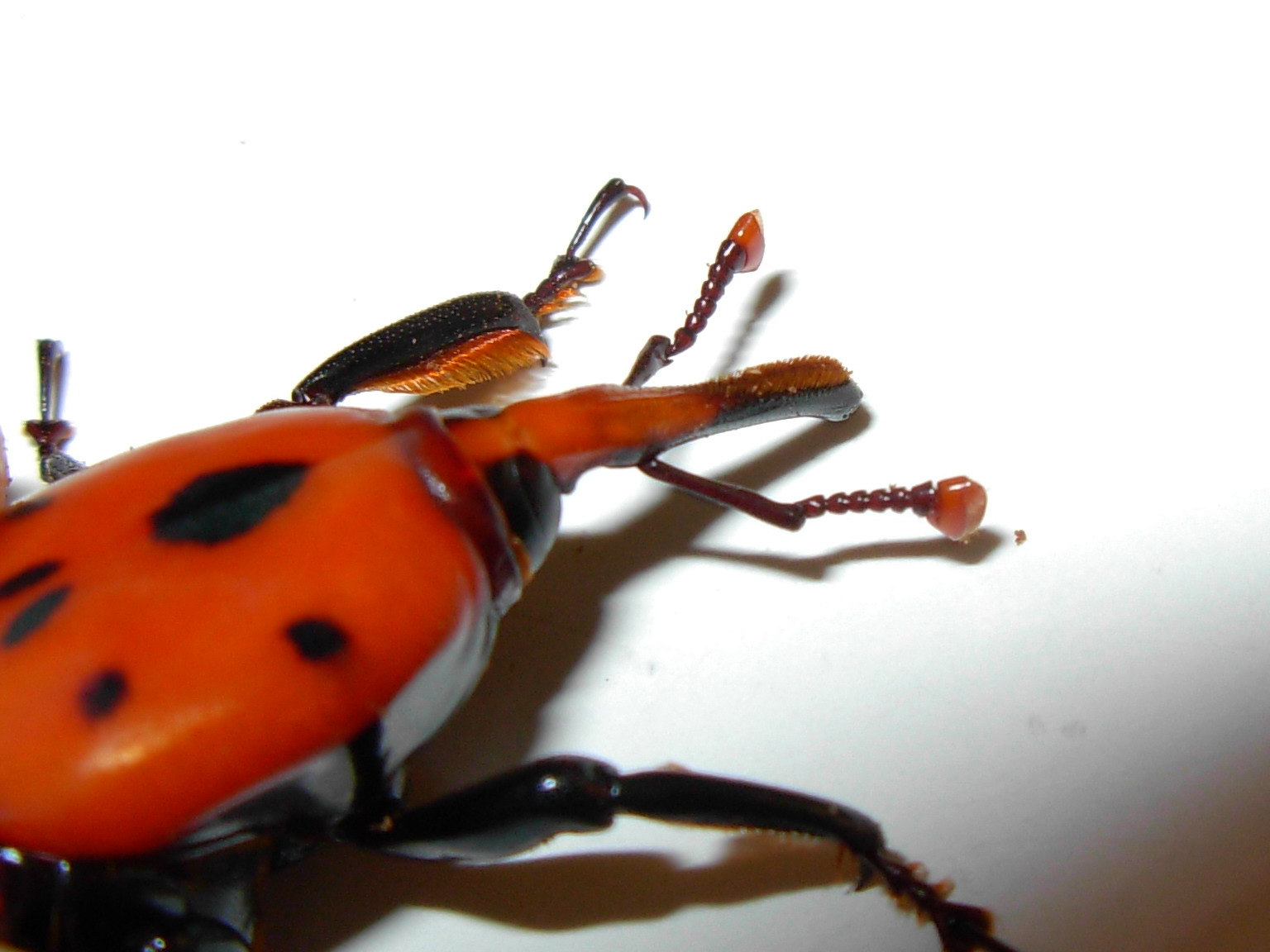
Mannetje; gele beharing op rostrum.
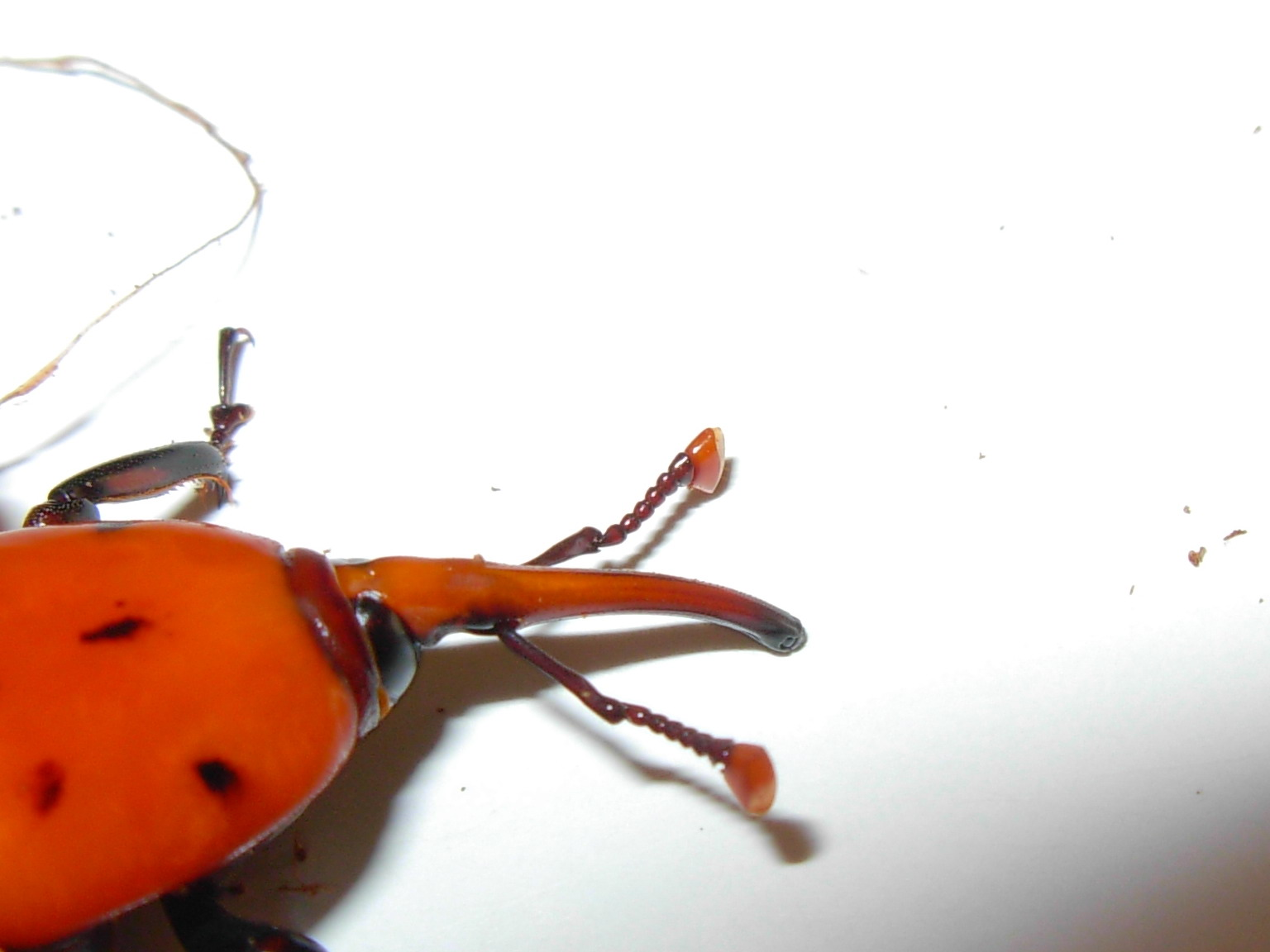
Vrouwtje; geen beharing op rostrum.
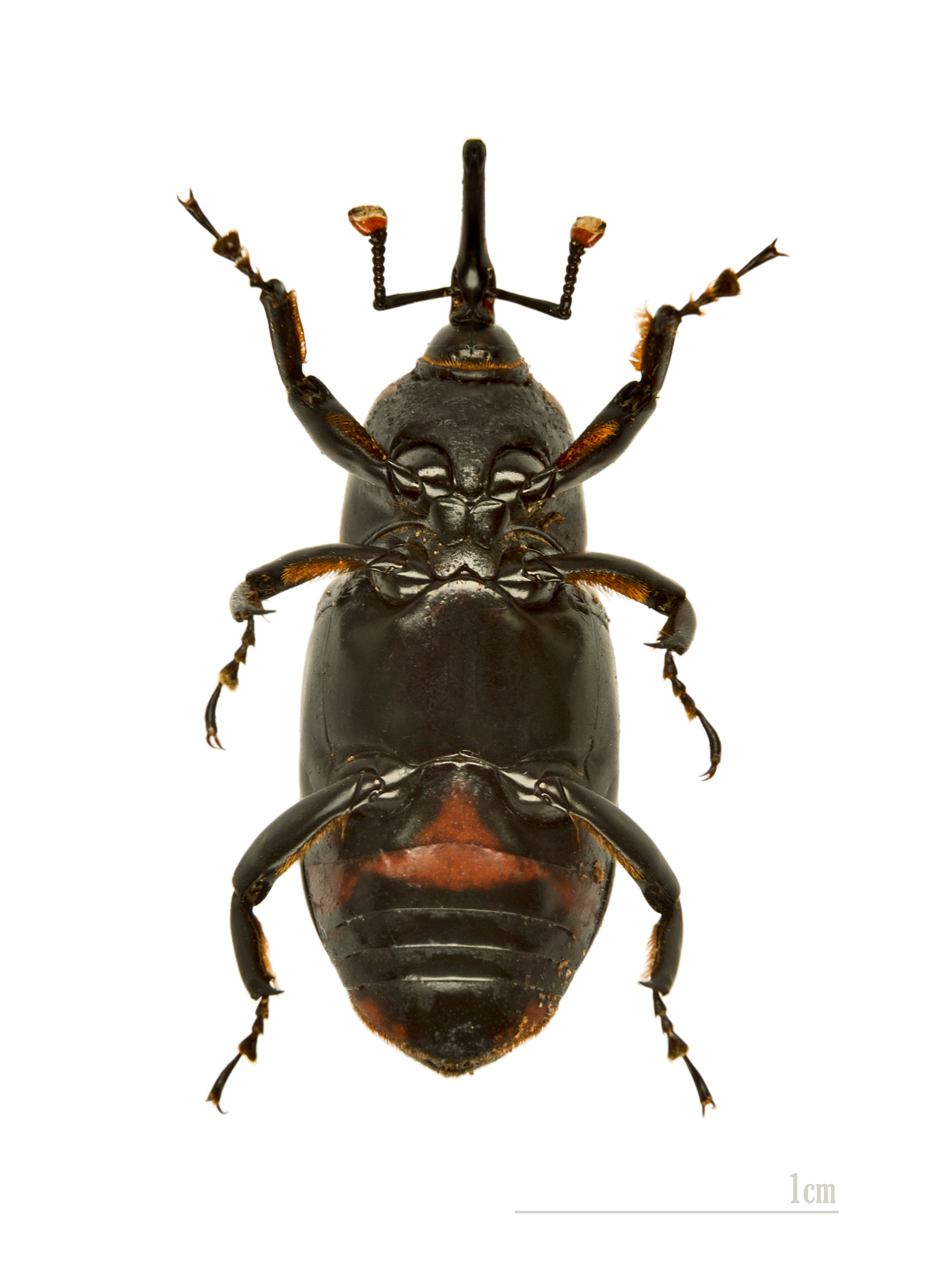
Vrouwtje; onderzijde.
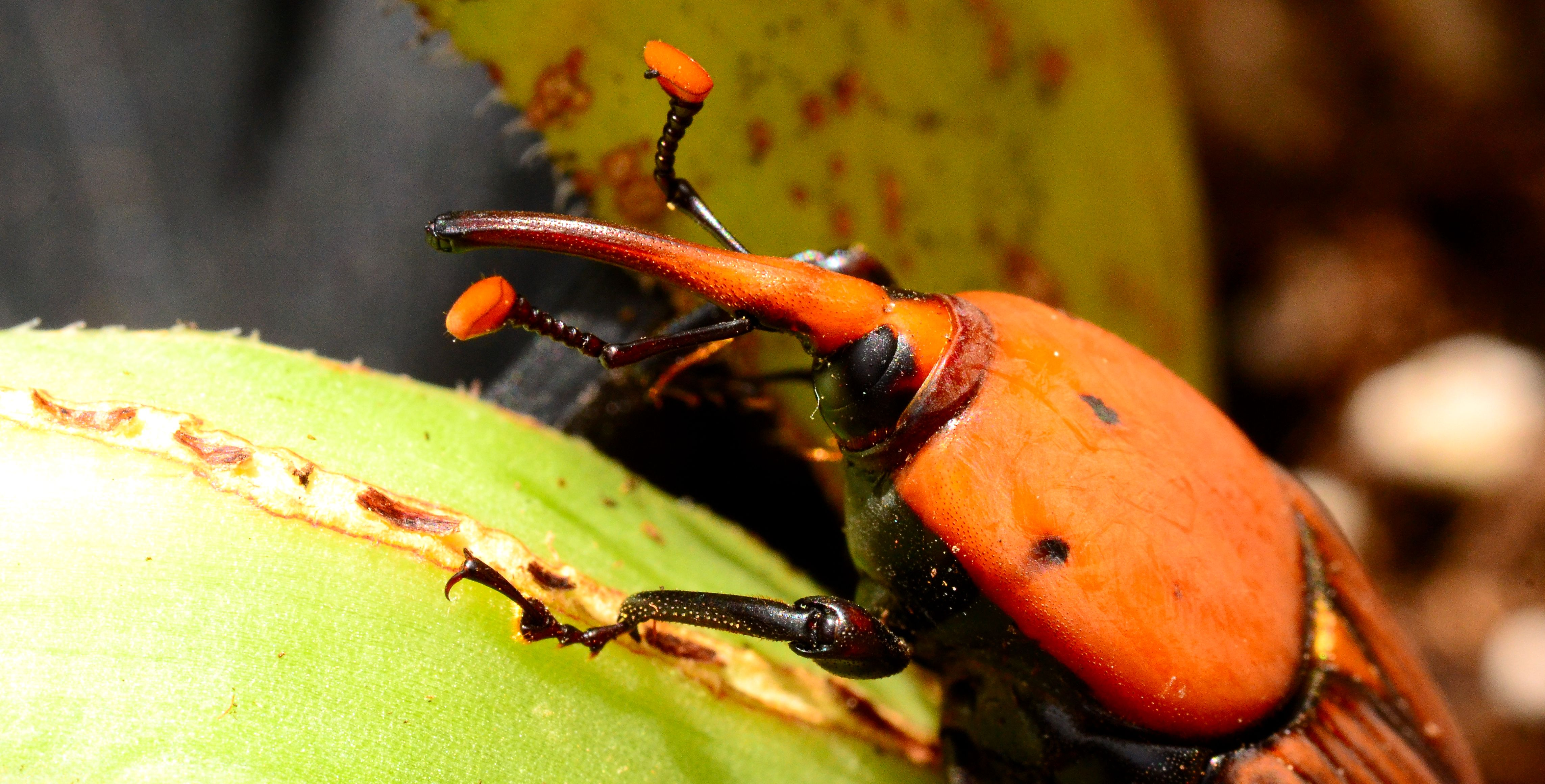
Vrouwtje op een blad.

## Voortplanting en ontwikkeling

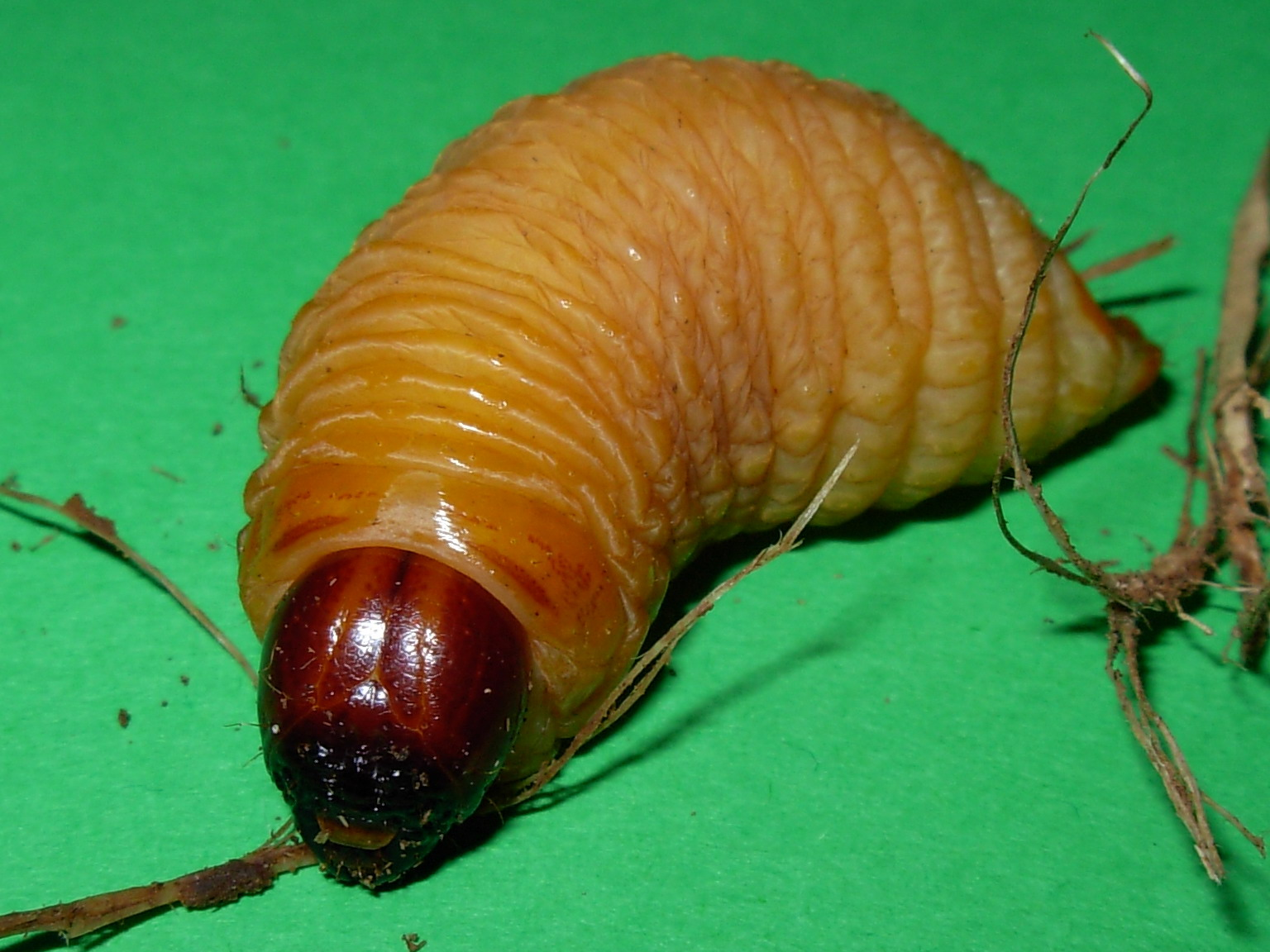
De larve heeft een zakachtig lichaam en een bruin en verhard kopkapsel.

De mannetjes zoeken naar een vrouwtje zodra ze uit hun poppenwieg komen en het vrouwtje zet na de paring eitjes af in een zelf geknaagd tunneltje in een palmboom. De vrouwtjes zetten ook eitjes af in beschadigde delen van de plant en bij jonge scheuten, omdat de larven via dergelijke afzetplaatsen gemakkelijk in de stam van de boom kunnen doordringen. Er worden enige tientallen tot honderden eitjes afgezet, maximaal ongeveer 530. De larven sluipen een tot zes dagen later uit het ei en eten de eerste tijd van de bladeren maar al snel graven ze gangen in het houtige deel van de palm. De larve van de rode palmkever is wit tot witgeel van kleur en heeft een verhard en maskerachtig roodbruin, glad kopkapsel. De larve heeft een geplooid, zakachtig lichaam. De larve heeft geen poten en is made-achtig. Buiten de natuurlijke habitat -de vraatgangen in de palm- is de larve weerloos.
De vraatgangen van de larven worden deels gevuld met hun uitwerpselen (frass). De larven ondergaan drie tot zeven vervellingen voordat ze uiteindelijk verpoppen. De eigenlijke pop wordt de chrysalis genoemd en voordat de larve een chrysalis vormt wordt eerst een popkamer of poppenwieg gemaakt van plantaardig materiaal uit de omgeving. De popkamer wordt geconstrueerd uit dood houtachtig materiaal en is bruin van kleur. De popkamer wordt gemaakt in de stam van de palm of tussen de bladbasis van de palmbladeren. De lengte van het popstadium varieert van 11 tot 45 dagen en is afhankelijk van de omgevingstemperatuur. Als de kever uit de pop komt, wordt vaak enige tijd gewacht op de juiste temperaturen voordat de popkamer wordt verlaten.
De volwassen kevers leven twee tot drie maanden, ze kunnen zich verschillende keren voortplanten. Van populaties in Egypte wordt geschat dat er 21 generaties per jaar zijn.

## Voedsel

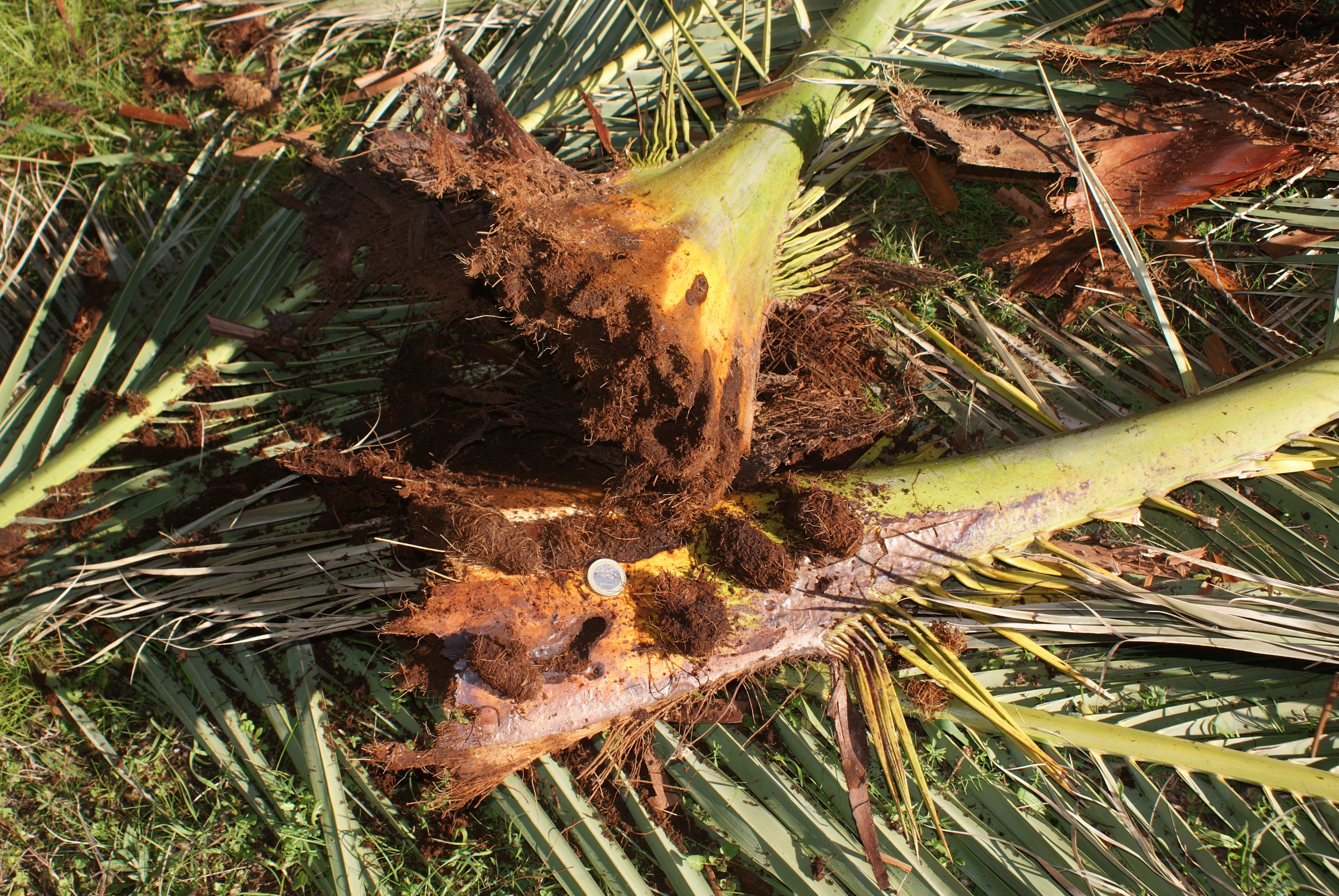
Vraatschade van de larven op de Canarische dadelpalm. Op de afbeelding is ter vergelijking een 1 euromunt te zien. Links en rechts van de munt zijn enkele cocons te zien.

De larve van de kever eet zich een weg door de stam van de plant en wordt gezien als uiterst schadelijk. De larven van de kever moeten nog groeien en nemen grote hoeveelheden voedsel op.
De volwassen kever knaagt aan de bladeren van palmbomen en veroorzaakt zogenaamde zichtschade. De knaagsporen zijn voor de plant niet direct gevaarlijk maar degraderen de decoratieve waarde van de palm. De volwassen kevers kunnen niet meer groeien zoals de larven. Ze zijn hierdoor niet zo vraatzuchtig en hebben met name suikerrijk voedsel nodig om te kunnen vliegen. Ze leven voornamelijk van stuifmeel en nectar van bloemen en wondsappen van bomen. De volwassen kevers voeden zich ook wel met rijp fruit.
De larve van de snuitkever richt grote schade aan in kwekerijen van palmbomen. De larven van de meeste schadelijke insecten die op palmbomen leven eten het blad of de buitenste houtlagen van de stam van de palm waarvan de plant kan herstellen. De larven van de rode palmkever leven van het binnenste deel van de boom, waardoor grote schade kan ontstaan. De larven worden voornamelijk gevonden op verschillende planten uit de palmenfamilie.
De soorten palmen die door de kever gegeten worden zijn de volgende soorten; betelpalm (Areca catechu), arengpalm (Arenga pinnata), Palmyra (Borassus flabellifer), Caryota maxima, Caryota cumingii, Kokospalm (Cocos nucifera), Corypha gebanga, Corypha elata, oliepalm (Elaeis guineensis), Livistona decipiens, Chinese schermpalm (Livistona chinensis), Livistona subglobosa, (Echte) sagopalm (Metroxylon sagu), Oneosperma horrida, Oneosperma tigillaria, Oreodoxa regia, Canarische dadelpalm (Phoenix canariensis), dadelpalm (Phoenix dactylifera), Phoenix sylvestris, Sabal umbraculifera, Trachycarpus fortunei en ten slotte soorten uit het geslacht Washingtonia.
De keverlarven eten ook van palmen waarvan rotan wordt gemaakt, voornamelijk Calamus merillii. Ook de planten honderdjarige aloë (Agave americana) en suikerriet (Saccharum officinarum) worden aangevreten.
Sommige palmbomen lijken resistent te zijn voor de kever terwijl andere nauw verwante soorten wel worden aangetast. Voorbeelden zijn de soorten Washingtonia filifera en de Europese dwergpalm (Chamaerops humilis), die beide onder andere voorkomen in Californië.

## Schadelijke effecten

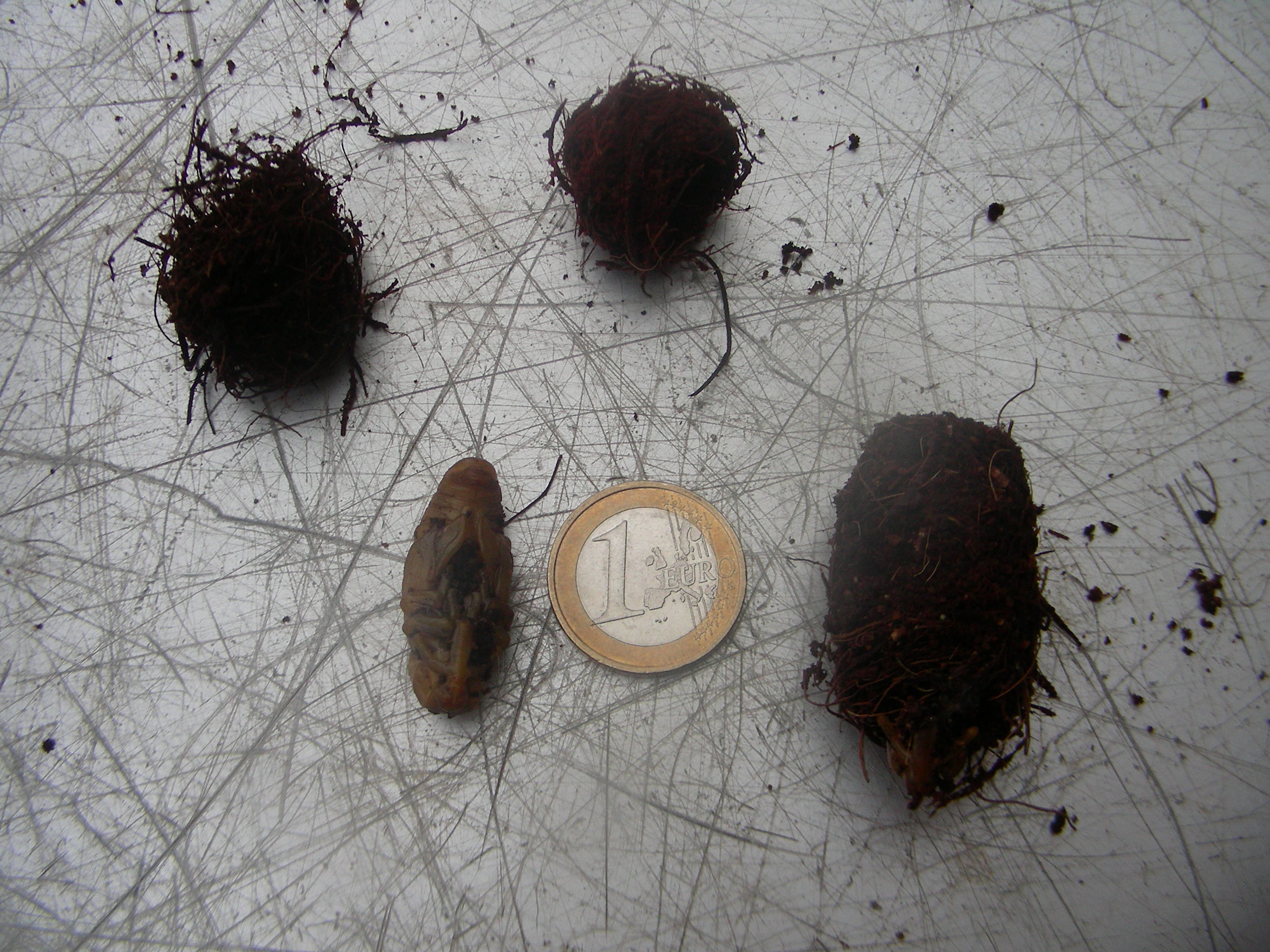
Enkele cocons en een pop (linksonder) in vergelijking met een 1 euromunt.

De rode palmkever tast vooral palmbomen aan uit het geslacht Phoenix, en dan met name de soorten Phoenix canariensis en Phoenix dactylifera. Dit zijn de meest voorkomende palmen in toeristische gebieden, het zijn de bekendere palmensoorten die in grote hoeveelheden zijn aangeplant. Doordat vaak vele larven zich tegelijkertijd in de stam vreten sterft de boom uiteindelijk af. De gebieden waar de kever grote schade aanricht krijgen hierdoor niet alleen een desolate aanblik maar ook zijn de aangetaste palmbomen een potentieel gevaar. Als een boom afsterft kan deze omvallen. Hierdoor is de kever indirect een gevaar voor het publiek.
De rode palmkever is zo schadelijk dat plantenkwekers de door de kever aangetaste soorten palmbomen minder zijn gaan kweken. Dit wordt veroorzaakt door het feit dat de exportregels zeer streng zijn geworden om de verspreiding van de kever te stoppen. In het Europees Parlement zijn al eens vragen gesteld over het indammen van de kever in Europa.
De volwassen kever is een goede vlieger die veel en snel vliegt en zich hierdoor relatief snel verspreidt. De kever kan per vlucht een afstand tot ongeveer 900 meter afleggen en in een tijdsbestek van drie tot vijf dagen kan de kever tot 7 kilometer ver vliegen.

### Diagnose
Een door de keverlarven aangetaste palmboom vertoont niet direct de typische verschijnselen van een zieke plant, zoals gele bladeren. Als de palmboom dergelijke verschijnselen gaat vertonen is het al te laat.
Het vaststellen van een besmetting van een palm kan op verschillende manieren worden uitgevoerd. De volwassen kevers zijn makkelijk te herkennen maar deze richten geen schade aan, alleen als een boom larven bevat wordt deze aangetast. De volwassen kevers zijn te vangen door middel van een feromonenval, dit is een val waar de kevers door middel van lokstoffen (feromonen) worden aangetrokken. De larven laten kleine hoopjes uitwerpselen achter, wat frass wordt genoemd. Met name beschadigde delen van de palm dienen geïnspecteerd te worden op uitwerpselen, ook hopen deze zich vaak op aan de basis van jonge bladeren. De larven maken vraatgangen in de palm maar deze zijn alleen te zien als het hout wordt doorgezaagd.
Als de larven verpoppen maken ze een eivormige poppenwieg gemaakt van houtige delen waarin ze verpoppen. Deze cocons zijn aan de basis van de bladeren van de palm te vinden. De jonge bladeren van de palm worden met name aan de basis aangevreten, dicht bij de kruin.

## Bestrijding
De rode palmkever wordt beschouwd als het schadelijkste plaaginsect ter wereld voor zover het palmbomen betreft. Van andere sterk verwante kevers, zoals de soort Rhynchophorus cruentatus is bekend dat ze naast palmen ook andere planten aantasten en bovendien vaak in reeds zieke of dode palmen opduiken. De rode palmkever vreet echter voornamelijk gezonde palmen aan.
Het bestrijden van de kevers is moeilijk omdat de larven niet te doden zijn zonder de boom te beschadigen. Insecticiden die op de boom worden aangebracht hebben hierdoor een preventief effect. Alleen als een insecticide in de boom wordt geïnjecteerd of bijvoorbeeld in het grondwater rond de boom heeft het meer effect.
Als dode bomen worden gerooid wordt het hout verbrand of versnipperd om te voorkomen dat de kevers zich verder kunnen ontwikkelen. De volwassen kevers kunnen gelokt worden met vallen en ook het handmatig rapen is effectief om de verspreidingsdichtheid van de populatie omlaag te brengen.
Net als bij het bestrijden van andere plaaginsecten is er ook biologische bestrijding mogelijk. De rode palmkever heeft verschillende parasieten die zich op de kevers, op de eitjes of op de larven manifesteren. De larven kunnen ook worden gedood door bacteriën, schimmels en kleine parasitaire rondwormen die nematoden worden genoemd. Onder andere de besmetting van de snuitkever met de schimmel Beauveria bassiana is goed onderzocht. In de praktijk blijkt dat biologische bestrijding van de kever niet erg effectief is.

## De larve als voedsel

sagowormen als voedsel

In Papoea-Nieuw-Guinea of Borneo, waar het zetmeel van sagopalmen een belangrijk maar eenzijdig bestanddeel van het dieet is, gebruikt men de maden als proteïnerijk voedsel.
In Zuidoost-Azië gelden de maden als delikatesse, rauw, gerookt, gegrild, of gestoomd in bananenbladeren.